# Smiles (programa de milhagem)
A Smiles é um programa de fidelidade que pertencia a antiga Varig (atual GOL) e uma plataforma completa de viagens. Após o cadastro do cliente na plataforma, ele passa a acumular milhas de diferentes formas, podendo usá-las para voar com companhias aéreas parceiras, reservar hotéis, alugar carros, comprar ingressos de atrações ou passeios turísticos. A mesma também oferece produtos, como o Clube Smiles com o recebimento mensal de milhas, o Shopping Smiles, com parceria de grandes e-commerces do Brasil e o Cartão GOL Smiles, que oferece vantagens especiais para quem viaja.
Sendo um dos maiores programas de milhagens do Brasil, atende a 14 companhias aéreas, tem mais de 13 milhões de clientes, emite 5 milhões de bilhetes por ano e aproximadamente 6 bilhões de milhas/pontos são resgatados por mês. Em 2017, foi escolhido pelos leitores do jornal Folha de S.Paulo como o melhor programa de milhas do Brasil.
No dia 6 de abril de 2016, lançou seu aplicativo gratuito nas plataformas App Store e Google Play

## Parcerias

Logotipo da Gol Linhas Aéreas Inteligentes

A Smiles possui parcerias com empresas de comércio eletrônico, lojas físicas, aplicativos, redes de hotéis e companhias aéreas. Em 2018, o número aproximado de parceiros da empresa chegava a mais de 200.
Em 21 de março de 2018, foi o primeiro programa de milhagens a adotar uma parceria com a Uber no Brasil.

## Ver Também
- Gol Linhas Aéreas
- Varig
- Programa de milhagem
- Programa de fidelidade